# Senna latifolia
Senna latifolia är en ärtväxtart som först beskrevs av Georg Friedrich Wilhelm Meyer, och fick sitt nu gällande namn av Howard Samuel Irwin och Rupert Charles Barneby. Senna latifolia ingår i släktet sennor, och familjen ärtväxter. Inga underarter finns listade i Catalogue of Life.